# Кримінальна справа України щодо збройної агресії РФ
Кримінальна справа України щодо збройної агресії РФ — кримінальне провадження Генеральної прокуратури України за фактом розв'язання владою Російської Федерації та службовими особами Збройних Сил Російської Федерації агресивної війни проти України.

## Перебіг розслідування
Генеральна прокуратура України розслідувала події Іловайської трагедії в рамках кримінального провадження за фактом розв'язання і ведення представниками влади та Збройних Сил Російської Федерації агресивної війни проти України.
22 серпня 2016 року, керуючись висновками експертизи про російську військову агресію, як основного фактору зазначених втрат та на підставі зібраних доказів, Генеральною прокуратурою України повідомлено про підозру у вчиненні особливо тяжких злочинів проти основ національної безпеки України, миру та міжнародного правопорядку 18 особам із числа представників влади і керівництва Збройних Сил Російської Федерації:
1. Радник Президента Російської Федерації Глазьєв С. Ю.
2. Колишній повноважний представник Президента Російської Федерації в «Кримському федеральному окрузі» Бєлавєнцев О. Є.
3. Міністр оборони Російської Федерації генерал армії Шойгу С. К.
4. Заступник міністра оборони РФ генерал армії Булгаков Д. В.
5. Заступник міністра оборони РФ генерал армії Панков М.О
6. Начальник Генерального штабу ЗС РФ — перший заступник Міністра оборони РФ генерал армії Герасимов В. В.
7. Перший заступник начальника Генерального штабу ЗС РФ генерал-полковник Богдановський М. В.
8. Заступник начальника Південного військового округу ЗС РФ генерал-лейтенант Турченюк І. М.
9. Заступник Головнокомандувача ВМФ РФ віце-адмірал Федотенков О. М.
10. Командувач Чорноморським флотом РФ адмірал Вітко О. В.
11. Перший заступник командувача ЧФ РФ віце-адмірал Носатов О. М.
12. Заступник командувача — начальник берегових військ ЧФ РФ генерал-майор Остриков О. Л.
13. Начальник управління бойової підготовки ЧФ РФ капітан першого рангу Чесноков О. Є.
14. Заступник командира 810-ї бригади морської піхоти ЧФ РФ підполковник Карпушенко В. В.
15. Командир 41 бригади ракетних кораблів ЧФ РФ капітан першого рангу Толмачов О. В.
16. Командувач 20-ї загальновійськової армії Західного військового округу ЗС РФ генерал-майор Кузовлєв С. Ю.
17. Командир 200-ї окремої мотострілецької Печензької бригади ЗС РФ генерал-майор Цеков О. М.
18. Командир 34-ї окремої мотострілецької бригади ЗС РФ генерал-майор Зусько М. С.
19. Заступник командувача 58-ї армії Південного військового округу ЗС РФ генерал-майор Нікіфоров Є. В.
20. Командувач 58-ї армії Південного військового округу ЗС РФ генерал-лейтенант Гурульов А. В.

2 вересня 2016 року Генеральний прокурор України Юрій Луценко на засіданні Комітету Верховної Ради України з питань національної безпеки і оборони оприлюднив результати розслідування у вигляді звіту «Про результати розслідування кримінального провадження за фактом розв'язання і ведення представниками влади та Збройних Сил Російської Федерації агресивної війни проти України».
Було встановлено, що основним чинником, який за висновками експертів єдиний знаходиться у прямому причинно-наслідковому зв'язку з Іловайською трагедією, — військова агресія Збройних Сил Російської Федерації, пряме військове вторгнення на територію України. З метою уникнення поразки терористичних організацій «ДНР» і «ЛНР» керівництвом РФ в другій половині серпня 2014 року організовано вторгнення на територію Донецької області із застосуванням мінометних, артилерійських та реактивних обстрілів з російської території позицій Збройних Сил України. Наймасштабніше вторгнення Збройних Сил Російської Федерації відбулось 24 серпня 2014 року силами дев'яти батальйонно–тактичних груп, що мали 35 тис. осіб особового складу та до 500 одиниць артилерії та бронетехніки. На військовій техніці Збройних Сил Російської Федерації були зняті або замасковані тактичні знаки. Водночас, з метою введення в оману та подальшого вбивства українських військовослужбовців, на російській техніці були нанесені розпізнавальні позначки українських підрозділів, що заборонено Женевською конвенцією.
Генеральною прокураторю України було також оприлюднено фільм про розслідування, яке провадиться.
27 березня 2017 року Головна військова прокуратура повідомила генерал-майору Олексію Завізьону, командувачу 41 загальновійськової армії Центрального військового округу Збройних Сил Російської Федерації, про підозру у вчиненні злочинів, передбачених ч. 3 ст. 110 КК України (умисні дії, вчинені з метою зміни меж території та державного кордону України на порушення порядку, встановленого Конституцією України, які призвели до загибелі людей та інших тяжких наслідків), ч. 2 ст. 28 ч. 2 ст. 437 КК України (ведення агресивної війни), ч. 1 ст. 258-3 КК України (участь у терористичній організації).
14 серпня 2017 року повідомлялося, що Генеральна Прокуратура України передала до Офісу прокурора Міжнародного кримінального суду інформацію про масове вбивство військових ЗСУ під Іловайськом 2014 року.